# Municipio de Pénjamo
El municipio de Pénjamo es uno de los 46 municipios que conforman el estado mexicano de Guanajuato, con cabecera municipal en la ciudad homónima.

## Geografía
Se ubica en el extremo suroeste del estado y tiene una extensión territorial de 1 565.516 kilómetros cuadrados de superficie que corresponden al 5.10 % del total de la entidad federativa, lo que lo convierte en el tercer municipio en cuanto a extensión se refiere. Sus coordenadas geográficas extremos son 20°11′ - 20°38′ de latitud norte y 101°35′ - 102°6′ de longitud oeste y su altitud va de un máximo de 2 500 a un mínimo de 1 600 metros sobre el nivel del mar.
Limita al norte con el municipio de Manuel Doblado, al noreste con el municipio de Cuerámaro y al este con el municipio de Abasolo; al sur sus límites corresponden al estado de Michoacán , los municipios michoacanos con los que sus límites corresponden son de este a oeste: municipio de José Sixto Verduzco, municipio de Angamacutiro, municipio de Penjamillo, municipio de Zináparo, municipio de Numarán y municipio de La Piedad; al oeste el límite corresponde al estado de Jalisco, particularmente con el municipio de Degollado y el municipio de Jesús María.

## Demografía
De acuerdo a los resultados del Censo de Población y Vivienda realizado en 2020 por el Instituto Nacional de Estadística y Geografía; la población total del municipio de Pénjamo es de 154,960 habitantes.
La densidad de población asciende a un total de 98.77 personas por kilómetro cuadrado.

### Localidades
En el censo de 2020 el municipio de Pénjamo contaba con 497 localidades.
| Código INEGI      | Localidad                 | Población (2020) |
| ----------------- | ------------------------- | ---------------- |
| 110230001         | Pénjamo                   | 43 249           |
| 110230288         | Santa Ana Pacueco         | 9 057            |
| 110230148         | Laguna Larga de Cortés    | 3 640            |
| 110230210         | Estación Pénjamo          | 2 674            |
| 110230104         | La Estrella               | 2 489            |
| 110230093         | Churipitzeo               | 2 136            |
| 110230192         | Los Ocotes                | 2 005            |
| 110230031         | La Calle                  | 1 545            |
| 110230025         | Buenavista de Cortés      | 1 533            |
| 110230221         | Potreros                  | 1 449            |
| 110230014         | Aratzipu                  | 1 375            |
| 110230343         | Zapote de Barajas         | 1 334            |
| 110230268         | San Gabriel y San Ignacio | 1 280            |
| 110230012         | Las Ánimas                | 1 149            |
| 110230062         | Colonia Morelos           | 1 142            |
| 110230197         | Palo Alto de Abajo        | 1 062            |
| 110230087         | La Troja                  | 1 059            |
| 110230344         | Zapote de Cestau          | 1 026            |
| 110230194         | Ordeñita de Barajas       | 1 022            |
| 110230237         | Quesera de Cortés         | 1 022            |
| Otras localidades | Otras localidades         | 73 712           |
| Total municipal   | Total municipal           | 154 960          |

## Política
El gobierno del municipio de Pénjamo le corresponde a su ayuntamiento, que está formado por el presidente municipal, un síndico y el cabildo conformado por un total de diez regidores, cinco electos por el principio de mayoría relativa y cinco por el de representación proporcional. Todos son electos mediante el voto universal, directo y secreto para un periodo de tres años que puede ser renovable para uno más de forma inmediata.

### Representación legislativa
Para la elección de diputados locales al Congreso de Guanajuato y de diputados federales a la Cámara de Diputados federal, el municipio de Pénjamo se encuentra integrado en los siguientes distritos electorales:
Local:
- Distrito electoral local de 18 de Guanajuato con cabecera en Pénjamo.[7]

Federal:
- Distrito electoral federal 7 de Guanajuato con cabecera en San Francisco del Rincón.[8]

### Presidentes municipales
- (1992 - 1994): Gustavo Soto Arias
- (1995 - 1997): Pedro Chávez Arredondo
- (1998 - 2000): Marcelino Elizarraras
- (2000 - 2003): Felipe Arredondo García
- (2003 - 2006): Marcelino Elizarraras Cervantes
- (2006 - 2009): Erandi Bermúdez Méndez
- (2009 - 2012): Eduardo Luna Elizarraras
- (2012 - 2015): Jacobo Manriques Romero
- (2015 - 2018): Juan José García López
- (2018 - 2021): Juan José García López
- 2021 - 2024): Omar Gregorio Mendoza Flores